# Laguna Mellizo
Laguna Mellizo är en sjö i Argentina.   Den ligger i provinsen Neuquén, i den sydvästra delen av landet, 1 200 km väster om huvudstaden Buenos Aires. Laguna Mellizo ligger 2 010 meter över havet. Arean är 0,66 kvadratkilometer. Den sträcker sig 1,1 kilometer i nord-sydlig riktning, och 1,4 kilometer i öst-västlig riktning.
Trakten runt Laguna Mellizo består i huvudsak av gräsmarker. Trakten runt Laguna Mellizo är nära nog obefolkad, med mindre än två invånare per kvadratkilometer.